# Vic Dickenson
Victor Dickenson (6 de agosto de 1906 – 16 de noviembre de 1984) fue un trombonista de jazz estadounidense. Comenzó su carrera profesional en los años 20, que estuvo ligada a la de artistas como Count Basie, Sidney Bechet y Earl Hines.

## Biografía
Nacido en Xenia, Ohio, en 1906, Dickenson quiso ser yesero como su padre pero abandonó la idea tras sufrir un accidente al caerse de una escalera. En 1922 comenzó a estudiar órgano y poco más tarde cambió de instrumento y entró a formar parte de una banda como trombonista. Hizo su debut discográfico en diciembre de 1930 como vocalista en la banda de Luis Russell. Poco después se incorporó a la banda de Blanche Calloway. Desde 1947 y hasta mediados de los años 50 fundó y dirigió sus propias orquestas.
Después se convirtió en músico de sesión. Apareció en el programa de televisión The Sound of Jazz en 1957 con Count Basie, Coleman Hawkins, Roy Eldridge, Gerry Mulligan y Billie Holiday. Colaboró en grabaciones de artistas como Jimmy Rushing (en Vanguard Records), Coleman Hawkins (Capitol y Prestige Records), Pee Wee Russell (Black Lion), Benny Carter (Bluebird y Black & Blue), Lester Young (Blue Note y Verve), Count Basie (Columbia y Pablo), Sidney Bechet (Bluebird, Black & Blue, and Blue Note). En 1953, grabó The Vic Dickenson Showcase para Vanguard con Ed Hall al clarinete y Ruby Braff a la trompeta. En 1958, Sydney Bechet lo llevó de gira por Europa.
Dickenson fue miembro de la "The World's Greatest Jazz Band", el grupo residente del The Roosevelt Grill en Nueva York. También tocó en la misma sala con una pequeña banda junto al trompetista Bobby Hackett.

A pesar de su gran talento musical, Dickenson fue siempre un hombre lacónico al que le gustaba estar solo en el camerino. Durante su larga asociación con la banda de Eddie Condon, solía apartarse de la banda. En una ocasión lo confundieron con un encargado del servicio y le ofrecieron dinero. Él lo tomó.
Dickenson falleció en Nueva York en 1984 a los 78 años de edad como resultado de un cáncer.

## Discografía

### Como líder de la banda
- Vic Dickenson Showcase, Vol. 1 (Vanguard, 1953)
- Vic Dickenson Showcase, Vol. 2 (Vanguard, 1954)
- Vic Dickenson Septet, Vol. 1 (Vanguard, 1954)
- Vic Dickenson Septet, Vol. 2 (Vanguard, 1954)
- Vic Dickenson Septet, Vol. 3 (Vanguard, 1954)
- Vic Dickenson Septet, Vol. 4 (Vanguard, 1954)
- Vic's Boston Story (Storyville, 1957)
- Mainstream (Koch Jazz, 1958)
- Newport Jazz Festival All Stars (Atlantic, 1959 [1960]) con Buck Clayton, George Wein, Pee Wee Russell, Bud Freeman, Champ Jones y Jake Hanna
- In Holland (Riff, 1974)
- French Festival (Nice, France 1974) (Classic Jazz Music, 1974)
- Gentleman of the Trombone (Storyville, 1975)
- Vic Dickenson Quintet (SLP, 1976)
- Plays Bessie Smith: Trombone Cholly (Gazell, 1976)
- Roy Eldridge & Vic Dickenson With Eddie Locke & His Friends (Storyville, 1978)
- New York Axis: Phil Wilson & Vic Dickenson (Famous Door, 1980)
- Just Friends (Sackville, 1985)
- Live at Music Room (Valley Vue, 1996)
- Backstage with Bobby Hackett: Milwaukee 1951 (Jasmine, 2000)
- Swing That Music (Black & Blue, 2002)[3]